# Astérix et Cléopâtre
Pour les articles homonymes, voir Astérix et Cléopâtre (homonymie).
Astérix et Cléopâtre est le sixième album de la bande dessinée Astérix, publié en 1965, scénarisé par René Goscinny et dessiné par Albert Uderzo.
Il a été pré-publié dans le journal Pilote du no 215 (5 décembre 1963) au no 257 (24 septembre 1964).

## Résumé
Jules César nargue Cléopâtre : les Romains construisent des palais, des temples et des forums magnifiques alors que les Égyptiens ne construisent plus rien depuis les pyramides. Vexée, la reine charge son architecte Numérobis de bâtir un palais pour César en trois mois. Pour lui, la seule chance de venir au bout de cette tâche malgré l'obstruction des Romains est de demander l'aide de son vieil ami Panoramix. Le druide se rend donc pour l'Égypte lui prêter main-forte, accompagné d'Astérix et Obélix.
À Alexandrie, les Gaulois découvrent le chantier du palais et apprennent que l'architecte Amonbofis, concurrent jaloux de ne pas avoir été choisi pour ce chantier, a l'intention de saboter le travail de son confrère, en commençant par provoquer une grève des ouvriers. Panoramix distribue alors de la potion magique à ceux-ci, ce qui augmente significativement leur efficacité. Puis Amonbofis demande à son assistant Tournevis de bloquer l'approvisionnement de pierres au sud du Nil. Astérix, Obélix et Panoramix partent chercher eux-mêmes une nouvelle cargaison de pierres. En chemin, après qu'Obélix a cassé le nez du Sphinx de Gizeh en voulant l'escalader, les Gaulois sont piégés dans une pyramide de Gizeh par Tournevis, mais réussissent à en sortir. Ils reviennent donc au chantier avec les pierres.
Amonbofis a une nouvelle idée pour éliminer les Gaulois : offrir un gâteau empoisonné à Cléopâtre de leur part. Elle fait arrêter les Gaulois, mais ils réussissent à la convaincre que le gâteau n'est pas empoisonné en le mangeant, ce à quoi ils survivent grâce à un antipoison de Panoramix qu'ils ont préalablement bu. Relâchés et pardonnés, ils capturent Amonbofis et l'emmènent sur le chantier avec Tournevis.
Pendant ce temps, César, jaloux que la cadence du chantier ait accéléré, charge un espion de se renseigner. Ce dernier lui apprend la présence des Gaulois avec leur potion magique. César envoie ses troupes détruire le palais, mais Astérix prévient Cléopâtre qui arrive rapidement pour stopper les hommes de César. Celui-ci, honteux, met fin à l'attaque et charge ses légions de réparer les dégâts.
Le palais est fini ainsi dans les temps, César reconnait qu'il a perdu son pari. Un grand festin est organisé avant le retour des Gaulois en Gaule pour le banquet final.
Quelques jours plus tard, Abraracourcix désapprouve l'influence égyptienne qui se manifeste dans la taille des menhirs par Obélix : la taille obélisque.

## Personnages principaux
- Les habitants du village gaulois, dont :
  - Astérix, guerrier,
  - Obélix, livreur de menhir,
  - Panoramix, druide,
  - Idéfix, chien d'Obélix,
  - Abraracourcix, chef du village,
  - Assurancetourix, barde,
- Cléopâtre, reine d'Égypte,
- Jules César, imperator romain,
- Numérobis, architecte alexandrin,
- Tumehéris, commandant d'un bateau égyptien qui donne ses ordres en hiéroglyphes,
- Les pirates, dont :
  - Barbe-Rouge (non nommé), chef des pirates,
  - Triple-Patte (non nommé), pirate unijambiste disant des citations latines,
  - Baba (non nommé), vigie des pirates,
- goûteur de Cléopâtre,
- Misenplis, scribe de Numérobis,
- Amonbofis, architecte alexandrin et ennemi juré de Numérobis, * Tournevis, assistant d'Amonbofis,
- Ginfis, espion égyptien de César,
- Pacotéalargus, Romain le plus fort de la garde personnelle de César,
- Chorus, centurion romain.

## Analyse

### Création
L'annonce de Pilote, magazine dans lequel l'histoire est pré-publiée dès décembre 1963, disait de la conception de cet album :

« 14 litres d'encre de Chine, 30 pinceaux, 62 crayons à mine grasse, 1 crayon à mine dure, 27 gommes à effacer, 38 kilos de papier, 16 rubans de machine à écrire, 2 machines à écrire, 67 litres de bière ont été nécessaires à la réalisation de cette aventure. »

Parodiant une des affiches de la superproduction hollywoodienne Cléopâtre, la première de couverture de l'album met elle aussi en avant ces moyens « exceptionnels », à l'instar de la liste des moyens colossaux nécessaires à la réalisation du film ;.

### Nouveautés et humour
Apparu sans nom dans l'album précédent (Le Tour de Gaule d'Astérix), c'est dans le présent album que le chien Idéfix est nommé pour la première fois (p. 8). Pour son nom, Pilote a lancé un concours dans son magazine. De nombreux courriers sont arrivés à Pilote. Parmi les noms proposés, en plus d'Idéfix, il y avait Patracourcix, Papeurdurix, Trépetix, Paindépix, Toutousanprix, Minimix. Ce sont quatre ou cinq lecteurs du magazine périodique qui ont choisi le nom du chien.
C'est dans cet album qu'apparaissent les Égyptiens. Ils se caractérisent par leurs noms en -is (telles certaines divinités égyptiennes : Isis, Osiris, Apis, Serapis, etc.) et leurs phylactères en hiéroglyphes (plus ou moins fantaisistes).
Le Napadélis, bateau de Tumehéris emportant les Gaulois, effectivement, n'a pas d'hélice.
Lorsque le goûteur de Cléopâtre est malade il s'exclame en simili-hiéroglyphes traduits par "ouille, ouille, ouille". Et ceux-ci représentent trois petits tas de houille en feu.
Dans cet album, les pirates décident pour la première fois de se saborder eux-mêmes plutôt que de subir une attaque, ce qui leur vaudra des insultes de la part d'Obélix.
À la planche 23, l'encart explicatif sur les concordances de mesures entre le stade et le pied ajoute une équivalence avec l'alexandrin et ses 12 pieds, qui ne sont bien sûr pas une unité de mesure, pour aboutir à une amusante équivalence du stade en alexandrins.
Il est possible que le Gaulois non nommé qui assomme Assurancetourix au moment du départ d'Astérix, Obélix et Panoramix, soit Cétautomatix. De même, il est possible que le petit garçon gaulois non nommé qui annonce le retour d'Égypte des Gaulois au villageois soit Keskonrix, déjà apparu dans l'album Astérix gladiateur.

#### FilmCléopâtre
Goscinny et Uderzo ont eu l'idée de l'histoire après avoir vu ensemble le film Cléopâtre, de Joseph L. Mankiewicz, une superproduction sortie en 1963 et mettant en vedette Elizabeth Taylor dans le rôle-titre. L'album fait ainsi plusieurs clins d'œil au film :
- la couverture de l'album parodie une des affiches du film (voir plus haut dans l'article, à Création) ;
- plusieurs éléments du décor du film sont reproduits dans l'album : le trône surmonté de la statue du dieu faucon Horus (p. 6), le gigantesque sphinx roulant qui sert aux déplacements « incognito » de la reine (p. 27), le trône à porteurs (p. 43) et la galère royale (p. 46-48) ;
- la variété des tenues portées par Cléopâtre tout au long de l'album fait allusion aux très nombreux changements de costumes d'Elizabeth Taylor dans le film (pas moins de 65 robes, un record à l'époque). Cette variété explique aussi l'exclamation de la reine en furie à un moment dramatique de l'album (p. 44) : « Je suis sortie du palais en courant, sans prendre le temps de me changer, quand j'ai appris ce qui se passait ! ».

#### Égypte

##### Cléopâtre
D'autres types de références dans cet album sont liées à l'histoire et la culture égyptienne. Une bonne part se rapportent à Cléopâtre. « La collation préférée de Cléopâtre : des perles dissoutes dans le vinaigre » (p. 11) fait allusion à une anecdote rapportée par les auteurs romains (notamment Pline l'Ancien dans le livre IX de son Histoire naturelle). D'après cette anecdote, la reine, pour impressionner Marc Antoine par le luxe de ses repas, aurait fait dissoudre une énorme perle de très grande valeur dans du vinaigre avant de le boire.
Lorsque les trois Gaulois sortent de prison et vont s'expliquer auprès de la reine pour dissiper le malentendu concernant le gâteau, celle-ci croit qu'ils veulent la tuer et déclare « je vais vous montrer, par Osiris, comment meurt une reine ! ». C'est une allusion à sa mort : elle se serait suicidée en se faisant mordre par un serpent cobra (animal associé à l'uræus).
Un running gag dans l'histoire consiste à évoquer le nez de la souveraine. C'est une allusion à la célèbre citation des Pensées de Blaise Pascal : « le nez de Cléopâtre, s'il eût été plus court, toute la face de la terre aurait changé ». Il semblerait en effet qu'elle avait un nez assez proéminent, d'après certaines pièces de monnaies la figurant.

##### Vie quotidienne en Égypte
Lors du voyage jusqu'en Égypte, Numérobis explique aux Gaulois que son concurrent a beaucoup de talents. Ce n'est pas qu'il est plus talentueux que lui, mais plus riche. C'est un jeu de mots : le talent étant une monnaie utilisée dans certains pays de l'Antiquité.
Cet album fait référence à la première grève répertoriée de l'Histoire, en Égypte en l'an 29 du règne de Ramsès III (soit bien avant Astérix), à Deir el-Médineh. Les ouvriers chargés de la construction et de la décoration des monuments de la Vallée des rois protestaient contre le retard de ravitaillement. Ces mêmes ouvriers prennent dans l'album des pauses lentilles (parodiant les pauses cafés), une légumineuse populaire dans ce pays et toujours utilisé de nos jours dans la cuisine égyptienne.

##### Monuments
La nuit précédant l'arrivée des Gaulois en Égypte par bateau, ceux-ci découvrent le Phare d'Alexandrie, tour illuminée guidant les bateaux de nuit. Comme le souligne Panoramix, c'est une des Sept Merveilles du monde. Dernière d'entre elles à être construite, au IIIe siècle av. J.-C., elle se délabra progressivement pour disparaître au XIVe siècle.
La première de ces merveilles fut la Pyramide de Khéops (construite au XXVIe siècle av. J.-C.), la seule à encore exister de nos jours et que les héros découvrent dans l'aventure. Le druide déclare à son propos : « Du haut de ces pyramides, Obélix, vingt siècles nous contemplent !  ». Il parodie la célèbre tirade de Napoléon Ier au pied de celles-ci, lors de la bataille des Pyramides : «Soldats, […] songez que du haut de ces monuments quarante siècles vous contemplent ».
Lors de la visite au Sphinx, on découvre comment son nez fut prétendument endommagé : Obélix escalade le monument pour profiter du panorama au sommet, mais brise ce nez en s'appuyant dessus, pour le faire tomber au pied du Sphinx ! Idéfix renifle ce nez (gag visuel) avant qu'il ne soit enfoui sous le sable par Astérix et Obélix, afin qu'il ne soit pas découvert. Quand Astérix estime que personne n'aura l'idée de faire des fouilles là, c'est une allusion aux fouilles archéologiques en Égypte, dont le plateau de Gizeh est l'un des principaux sites.
Face au Temple d'Amon de Louxor, Obélix désire emporter un des deux obélisques érigé devant le monument pour orner la place du village, ce qu'Astérix trouve absurde ; l'autre conclut que leurs opinions ne concordent jamais. C'est un autre jeu de mots : ce même obélisque orne la Place de la Concorde à Paris depuis 1834, offert par Méhémet Ali, vice-roi d'Égypte, au roi Charles X de France.
Après la réalisation du palais, Cléopâtre invite chez elle les Gaulois pour les remercier, offrant à Panoramix des papyrus sélectionnés dans la Bibliothèque d'Alexandrie (incendiée à l'époque de César, et remplacée au XXe siècle siècle par une version moderne).
À Cléopâtre qui remercie les Gaulois pour leur aide Astérix déclare : « Et si un jour vous avez envie de construire autre chose en Égypte, un canal entre la mer rouge et la Méditerranée par exemple... eh bien, faites appel à quelqu'un de chez nous, par Toutatis ! ». Ce sera chose faite avec la construction du Canal de Suez entre 1859 et 1869 par le Français Ferdinand de Lesseps (qui entreprit aussi la construction du Canal de Panama).

##### Arts
Lorsque Panoramix pose devant le Sphinx pour un portrait souvenir, l'artiste lui demande de se placer de profil avec les épaules de face, et lorsque Cléopâtre découvre son nouveau portrait, elle dit qu'elle en a assez de se voir de profil. Ces deux scènes évoquent la peinture dans l'Égypte antique, où il était coutume de représenter les personnages à la fois de face et de profil, dans des positions peu réalistes. De même, dans un précédent Astérix gladiateur, alors que les Gaulois visitaient Rome, on avait vu des Égyptiens traverser une rue dans cette position caractéristique de leurs peintures.
La « situation accroupie » du scribe Misenplis (p. 12) fait allusion au scribe accroupi, célèbre sculpture égyptienne exposée au Musée du Louvre.
Quand Amonbofis capture Numérobis, il le fait momifier vivant et enfermer dans un beau sarcophage, manière humoristique d'évoquer la momification, célèbre rituel funéraire en Égypte antique pour préserver les cadavres de la décomposition.
Quand Idéfix apporte un message à Cléopâtre, celle-ci est entourée de deux musiciennes. Celle de droite joue du ney, flûte souvent jouée en position oblique, employée dans la musique égyptienne.

#### Autres références
Certaines références n'ont rien à voir avec l'Égypte, mais sont d'ordre anecdotique. Par exemple, c'est sous les traits du scénariste Goscinny que le dessinateur Uderzo a représenté le personnage du scribe, Misenplis. Celui-ci explique qu'il a appris les hiéroglyphes grâce aux cours par correspondance d'une école qui proclame avec raison que « si vous savez dessiner, vous savez écrire ! ». C'est une inversion du slogan de l'École ABC de Paris : « Si vous pouvez écrire, vous pouvez dessiner », évoquant le fait que l'écriture hiéroglyphique est composée de dessins.
Lorsque Numérobis retrouve son ami Panoramix au début de l'aventure, il lui déclare : « Je suis, mon cher ami, très heureux de te voir ». Et celui-ci s'adresse à des villageois en disant : « C'est un Alexandrin ». Il y a là un jeu de mots entre l'Alexandrin, habitant d'Alexandrie, et l'alexandrin, vers composé de 12 syllabes (comme la phrase de Numérobis) : c'est un Alexandrin qui parle en alexandrins.
Quand Astérix et Obélix se présentent pour délivrer Numérobis chez Amonbofis, celui-ci lit le journal Pharaon-Soir (allusion au journal France-Soir) publiant des strips de bandes dessinées telles que Chéri-Bibis (allusion à Chéri-Bibi, adaptation BD du roman de Gaston Leroux, alors publiée dans ce même journal) et Isis de mon cœur (allusion à la BD américaine Juliette de mon cœur).
Pour attaquer le chantier, les légionnaires utilisent la tactique dite de la « tortue ». Mais, repoussés par les Gaulois, ils battent en retraite, adoptant l'efficace tactique dite du « lièvre », allusion à la fable de La Fontaine Le Lièvre et la Tortue.
Avant d'aborder le Napadélis, le capitaine des pirates Barbe-Rouge dit qu'il ne s'attaquera plus aux navires phéniciens, en référence à sa première rencontre avec les Gaulois dans Astérix gladiateur, lors de l'abordage d'un navire phénicien qui transportait Astérix et Obélix.

#### Divinités
Dans la série, les personnages invoquent fréquemment des dieux de leur culture. ici, les invocations religieuses sont prétextes à plusieurs gags :
Lorsque Chorus menace les Gaulois, chaque personnage qui intervient ponctue sa prise de parole en évoquant une divinité de sa culture :
- ... par Toutatis ! (dieu celte)
- ... par Jupiter ! (dieu romain)
- ... par Isis ! (déesse égyptienne)
- ... par Bélénos ! (dieu celte)
- ... par Bélisama ! (dieu celte)

Cette séquence se termine quand Amonbofis demande : « Est-ce qu'on ne pourrait pas s'en aller, par hasard ? », jouant sur la similarité d'expressions commençant avec la préposition « par ».
Lors de l'inauguration du palais, les habitants acclament leur dieu Râ, comme s'ils criaient « Hourra ! ».
Lorsque Cléopâtre apprend l'attaque menée par Jules César, elle s'exclame « par Ammon et par Hélios ! ». Il s'agit de deux dieux grecs (le premier ne doit pas être confondu avec l'égyptien Amon). Cela pourrait faire référence au fait que la Cléopâtre historique n'était pas d'origine égyptienne, mais grecque, appartenant à la dynastie lagide des Ptolémées qui dirigeait l'Égypte depuis sa conquête par Alexandre le Grand. Ce détail est également mentionné dans le film de 2002.

### Villes et lieux évoqués
- Alexandrie
- Les pyramides d'Égypte et le Sphinx, Gizeh
- Louxor

### Citations latines
- Alea jacta est ! (Le sort en est jeté !) : phrase prononcée par le pirate Triple-Patte après le coulage du bateau des pirates (célèbres mots de Jules César).
- Ita diis placuit (Ainsi il a plu aux dieux) : phrase prononcée par un centurion romain ayant attaqué le palais en construction.

## Tirage
L'album a été tiré en 100 000 exemplaires.

## Publication
- Dargaud, 1965
- Hachette, 1998
- Hachette, « La Grande Collection », 2007 (nouvelle couverture)

## Adaptations
- Astérix et Cléopâtre (réalisé par René Goscinny et Albert Uderzo, 1968)
- Astérix et Obélix : Mission Cléopâtre (réalisé par Alain Chabat, 2002)

En 1968, cinq ans après la conception de l'album, René Goscinny et Albert Uderzo décident d'adapter leur ouvrage en un film d'animation, continuant ainsi le projet lancé une année plus tôt avec le long-métrage d'animation, Astérix le Gaulois. Ils collaborent, comme en 1967, avec Pierre Tchernia, cinéaste et ami des deux auteurs, et les studios Belvision, spécialisés dans l'adaptation à l'écran de bandes-dessinées franco-belges. Le film sort le 19 décembre 1968.
En 2001, c'est l'humoriste Alain Chabat qui s'attelle à l'adaptation de l'album pour un film avec de véritables acteurs. Rédigeant un scénario très librement adapté et s'entourant de multiples comédiens connus et reconnus (Jamel Debbouze, Gérard Depardieu, Christian Clavier, Monica Bellucci, Gérard Darmon, Édouard Baer...) Alain Chabat réalise le film qui deviendra « numéro 1 du box-office annuel en France » en 2002, après sa sortie le 30 janvier, mais qui est aussi un succès critique :  César des meilleurs costumes pour Philippe Guillotel, Tanino Liberatore et Florence Sadaune en 2003 et nominations dans les catégories : meilleur décor pour Hoang Thanh At et meilleur acteur dans un second rôle à la fois pour Gérard Darmon et Jamel Debbouze, toujours aux Césars 2003, ainsi qu'au European Film Awards 2002, dans la catégorie meilleur acteur cette fois pour Alain Chabat qui y jouait aussi le rôle de César.